# Ласињска култура
Ласињска култура (позната у литератури као Балатон-Ласиња култура (мађ. Balaton-Lasinya) и као Алпски фациес ленђелске културе) је енеолитска култура која се највећим делом распростирала у области око језера Балатон у данашњој Мађарској, затим на подручју данашње Хрватске, Босне, Словеније и Аустрије. 
Култура носи назив по локалитету Талијаново брдо у Ласињи. У Мађарској је вршено систематско рекогносцирање и ископавање Подунавља. Осим ових ископавања, истражена су и налазишта Бекетинец, Церје Ново, Церје Тужно, Хрсина, Велика Млинска и Кошка код Нашица у Хрватској, Љупљаница, Вис код Дервенте у Босни, Птујски град, Друловка, Ресников прекоп, Брезје, Зреч и Адовска јама у Словенији, а у Аустрији је откривена сојеница носиоца ове културе у области језера Којчах.
Ласињска култура се развија истовремено са почетком костолачке културе. Крајем костолачке културе, у овој истој зони (приалпска зона северозападне Хрватске) развија се Рец-Гајари култура.
По отркивеним остацима материјалне културе, претпоставља се да су се носиоци Ласињске културе бавили претежно земљорадњом и сточарством.

## Периодизација
Постоји основна подела ове културе (Димитријевић) на старију фазу, коју карактерише наслеђе сопотске културе у облицима посуда, као и орнамент рибље кости и млађу фазу, где се срећу утицаји Бодрог Керестур, Рец-Гајари и Вучедолске културе. Вишеслојна налазишта Вис Модран и Ајдовска јама омогућавају хронолошку поделу на следеће фазе:
- рана, преткласична фаза (стадијум )
- средња класична фаза (стадијум II а и б)
- касна, барокнокласична фаза (стадијум )

## Насеља
Насеља ове културе, зависно од тога на каквом су се подручју налазила, могу бити телска, сојеничка (попут локалитета Љубљанско Барје), пећинска, земуничка или типа васербург. Не зна се готово ништа о сахрањивању, будући да некрополе или гробови нису откривени.

## Керамика
Будући да је откривено изузето мало металних предмета, култура је дефинисана на основу богатих керамичких налаза.
Керамичке налазе ране фазе чине грубо посуђе, карактеристичног облика амфоре са дршкама постављеним изнад рамена посуде, са украсима од пластичних трака, отисцима прстију или жигом.
Јавља се и фино посуђе, биконичног облика са језичастим апликацима (најчешће зделе на шупљој нози), прелазно посуђе које облицима одговара фином. Украси се раде убадањем или повлачењем тупим предметом. Орнамент је и рибља кост као и цик-цак линија.